# Hermeuptychia lupita
Hermeuptychia lupita är en fjärilsart som beskrevs av Tryon Reakirt. Hermeuptychia lupita ingår i släktet Hermeuptychia och familjen praktfjärilar. Inga underarter finns listade i Catalogue of Life.